# Ann Rule
Ann Rule, née le 22 octobre 1931 à Lowell dans le Michigan et morte le 26 juillet 2015 à Burien dans l'État de Washington, est une romancière américaine spécialisée dans l'étude des tueurs en série. Ancienne policière, elle fait la connaissance de Ted Bundy dans un tout autre contexte lorsque celui-ci est démasqué. Ann Rule lui consacre alors un livre. Ainsi commence sa carrière d'écrivaine qui compte en 2012 près de trente ouvrages, dont des romans policiers « vrais », connus en anglais sous le terme générique true crime stories, genre littéraire dont elle est l'un des maîtres.
En 2012, elle vivait à Renton, dans l'État de Washington, ville industrielle où se situent notamment des usines Kenworth et des ateliers Boeing.

## Biographie

### Formation et carrières
Issue d'une famille de shérifs du Michigan, Ann Rule est diplômée de l'université de Washington en psychologie et en criminologie. Elle possède également un doctorat en sciences humaines de l'Université Willamette de Portland, en Oregon.
Elle a déjà derrière elle, depuis les années 1950, une carrière d'inspectrice de police à Seattle, dans l'État de Washington, quand elle se lance dans le journalisme d'investigation à partir de 1969. Spécialisée dans les affaires criminelles, elle collabore à différents magazines destinés au grand public : d'abord True Detective, puis Master Detective, Inside Detective, Office Detective et Front Page Detective, mais aussi Cosmopolitan, le Reader's Digest ou la Chicago Tribune. En carrière, elle écrira en tout plus de 1400 articles.
À la demande de son premier rédacteur en chef, elle signe toujours ses reportages sous le pseudonyme d'Andy Stack, ce nom de plume aux consonances masculines étant censé faire plus « sérieux » aux yeux des lecteurs. La notoriété venant, on lui propose d'utiliser son vrai nom ; cependant elle refuse, surtout pour des raisons de sécurité. En raison de la nature de ses enquêtes, Ann Rule préfère éviter que sa famille ou elle-même soient exposées à des représailles.
Parallèlement, à la fin des années 1970, elle donne de son temps à une œuvre sociale, la Crisis Clinic Hotline de Seattle : une ligne téléphonique ouverte 24 heures sur 24 pour les personnes qui n'ont plus d'autre recours que le suicide. Tâche difficile que de les écouter, que de savoir leur répondre, difficile et éprouvante aussi ; non seulement une formation psychologique s'avère nécessaire, mais l'équilibre émotionnel est indispensable. Surtout la nuit. Or il s'agit ici d'une équipe de nuit dont les bénévoles se soutiennent entre eux, échangent des conseils, font partager aux autres leur expérience. Parmi eux se trouve un charmant jeune homme avec qui Ann Rule a noué des liens d'amitié. Extrêmement dévoué, attentif aux autres, il l'aide de ses avis toujours pleins de bon sens.
Il se nomme Ted Bundy.

### Relation personnelle avec un tueur

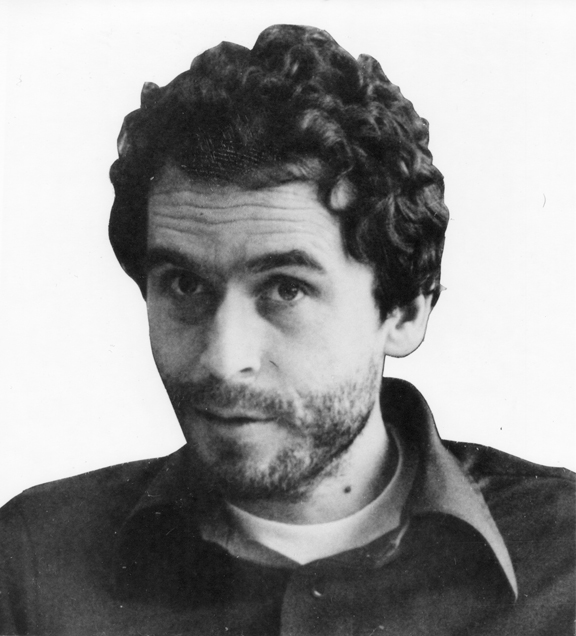
Ted Bundy à la fin des années 1970.

Le choc de l'arrestation de Ted Bundy, le fait de l'avoir côtoyé de si près sans imaginer la vérité amènent Ann Rule à lui consacrer un ouvrage, The Stranger Beside Me (traduit en français par Un tueur si proche), biographie de l'un des plus célèbres tueurs en série.
Pour la première fois, Ann Rule renonce au pseudonyme d'Andy Stack et publie le livre sous son vrai nom. Pourtant, son agent lui conseille de reprendre son nom de plume, ce qu'elle fera pour ses trois ouvrages suivants : The Lust Killer (sur Jerry Brudos, le tueur fétichiste), The Want-Ad Killer (sur l'affaire Harvey Carignan) et The I-5 Killer (sur les meurtres de Randall Woodfield). C'est seulement ensuite, le nom d'Ann Rule ayant fini par dépasser en notoriété celui d'Andy Stack, que le pseudonyme sera abandonné. Les ouvrages signés Andy Stack seront alors réédités sous le nom d'Ann Rule.
D'autres « romans vrais » suivront, centrés sur des tueurs en série comme Gary Ridgway (The Green River Killer, en français La Rivière rouge sang) ou sur des crimes plus classiques mais non moins médiatisés, tel Dead by Sunset (Mourir au crépuscule), autrement dit l'assassinat d'une avocate de Portland, Oregon, Cheryl Keeton. En 1995, ce livre a fait l'objet d'une mini-série télévisée sur NBC, diffusée en France sous le titre Au-dessus de tout soupçon, avec Annette O'Toole et Ken Olin dans les rôles principaux.
Toutefois, Ann Rule traite de plus en plus volontiers d'affaires moins célèbres afin de préserver le suspense du dénouement. Le succès de ses ouvrages tient en effet « à son talent de narratrice et à la rigueur dont elle fait preuve dans chacun de ses récits toujours solidement charpentés et soutenus par une documentation sans faille ». En effet, même si ses livres s'appuient sur une documentation minutieuse et relatent des faits réels, ils se présentent comme des romans à part entière, où le lecteur suit pas à pas les progrès de l'enquête policière. Ainsi le veulent les règles du true crime, genre mixte, classé en non-fiction dans les pays anglo-saxons et en « littérature romanesque » dans le monde francophone.

### Enquêtes
L'une des différences avec un auteur de romans policiers de pure fiction est que non seulement Ann Rule va systématiquement interviewer les témoins du meurtre ou la famille des protagonistes mais qu'elle réactualise ses livres, au besoin, lors d'une réédition, et que d'autre part elle collabore à des études en matière de criminologie. C'est de cette façon qu'elle a participé au lancement du Vi-CAP (Violent Criminal Apprehension Program), groupe de travail fondé en 1982 par le FBI à Quantico, en Virginie, et dont la mission est de faire avancer la recherche au niveau fédéral en rassemblant un maximum de données informatiques sur la « signature » de certains tueurs en série.

### Vie privée
Ann Rule a cinq enfants, dont la romancière Leslie Rule (en), et cinq petits-enfants. Pendant ses dernières années, tout en dirigeant des séminaires dans le domaine de la médecine légale et de la formation des officiers de police dans treize États américains, elle donne régulièrement des conférences dans le cadre du FBI et de la National Association of District Attorneys.
Elle meurt d'une insuffisance cardiaque le 26 juillet 2015.

## Œuvres

### Roman policier
- (en) Possession, 1983Publié en français sous le titre En toute confiance, Neuilly-sur-Seine, Éditions Michel Lafon, 2011  (ISBN 978-2-7499-1415-2) ; réédition, Paris, LGF, coll. « Le Livre de poche » no 33445, 2014  (ISBN 978-2-253-17594-0)

### Essais sur des crimes vrais (True Crime Stories)
- (en) The Stranger Beside Me, 1980Publié en français sous le titre Un tueur si proche, Paris, J'ai lu, coll. « Crimes et Enquêtes », no 7036 1993 ; réédition, Neuilly-sur-Seine, Éditions Michel Lafon, coll. « Thiller », 2002  (ISBN 2-84098-807-0) ; réédition, Paris, LGF, coll. « Le Livre de poche » no 37015, 2004  (ISBN 2-253-09040-9)
- (en) Beautiful San Juan Island and Puget Sound, 1980
- (en) Mind Games, 1984
- (en) Beautiful Seattle, 1987
- (en) Small Sacrifices, 1987Publié en français sous le titre On a tué mes enfants, Paris, J'ai lu, coll. « Crimes et Enquêtes », no 7041 1993  (ISBN 2-277-07041-6) ; réédition, Neuilly-sur-Seine, Éditions Michel Lafon, coll. « Thiller », 2003  (ISBN 2-84098-896-8) ; réédition, Paris, LGF, coll. « Le Livre de poche » no 37080, 2005  (ISBN 2-253-11299-2)
- (en) If You Really Loved Me, 1991Publié en français sous le titre Si tu m'aimais vraiment, Neuilly-sur-Seine, Éditions Michel Lafon, coll. « Thriller », 2000  (ISBN 2-84098-588-8) ; réédition, Paris, LGF, coll. « Le Livre de poche » no 17196, 2001  (ISBN 2-253-17196-4)
- (en) Everything She Ever Wanted, 1992Publié en français sous le titre Une petite fille trop gâtée, Neuilly-sur-Seine, Éditions Michel Lafon, coll. « Thriller », 2010  (ISBN 978-2-7499-1229-5) ; réédition, Paris, LGF, coll. « Le Livre de poche » no 33051, 2013  (ISBN 978-2-253-17593-3)
- (en) Dead By Sunset, 1995Publié en français sous le titre Mourir au crépuscule, Neuilly-sur-Seine, Éditions Michel Lafon, coll. « Parenthèse.Suspense » no 7, 2006  (ISBN 2-7499-0485-4) ; réédition, Paris, LGF, coll. « Le Livre de poche » no 37293, 2008  (ISBN 978-2-253-11912-8)
- (en) Bitter Harvest, 1998Publié en français sous le titre Une vengeance au goût amer, Neuilly-sur-Seine, Éditions Michel Lafon, coll. « Thriller », 2009  (ISBN 978-2-7499-1000-0) ; réédition, Paris, LGF, coll. « Le Livre de poche » no 32254, 2011  (ISBN 978-2-253-15727-4)
- (en) Jerry Harris Case, 1999
- (en) …And Never Let Her Go, 1999Publié en français sous le titre Et ne jamais la laisser partir, Neuilly-sur-Seine, Éditions Michel Lafon, coll. « Thriller », 2001  (ISBN 2-84098-631-0) ; réédition, Paris, LGF, coll. « Le Livre de poche » no 17267, 2003  (ISBN 2-253-17267-7)
- (en) Every Breath You Take, 2001Publié en français sous le titre Jusqu'à ton dernier souffle, Neuilly-sur-Seine, Éditions Michel Lafon, coll. « Thriller », 2004  (ISBN 2-7499-0095-6) ; réédition, Paris, LGF, coll. « Le Livre de poche » no 37108, 2005  (ISBN 2-253-11105-8)
- (en) Heart Full of Lies, 2003Publié en français sous le titre Un cœur trop lourd, Neuilly-sur-Seine, Éditions Michel Lafon, coll. « Thriller », 2006  (ISBN 2-7499-0417-X) ; réédition, Paris, LGF, coll. « Le Livre de poche » no 37241, 2007  (ISBN 978-2-253-11911-1)
- (en) Without Pity: Ann Rule's Most Dangerous Killers, 2003
- (en) Green River, Running Red: The Real Story of the Green River Killer—America's Deadliest Serial Murderer, 2004Publié en français sous le titre La Rivière rouge sang, Neuilly-sur-Seine, Éditions Michel Lafon, coll. « Thiller », 2004  (ISBN 2-7499-0194-4) ; réédition, Paris, LGF, coll. « Le Livre de poche » no 37215, 2007  (ISBN 978-2-253-11633-2)
- (en) Too Late to Say Goodbye: A True Story of Murder and Betrayal, 2006Publié en français sous le titre Partie sans dire adieu, Neuilly-sur-Seine, Éditions Michel Lafon, coll. « Thriller », 2008  (ISBN 978-2-7499-0818-2) ; réédition, Paris, LGF, coll. « Le Livre de poche » no 31674, 2010  (ISBN 978-2-253-12727-7)
- (en) In the Still of the Night: The Strange Death of Ronda Reynolds, 2010Publié en français sous le titre Seule dans la nuit, Neuilly-sur-Seine, Éditions Michel Lafon, 2012  (ISBN 978-2-7499-1623-1)
- (en) Practice to Deceive, 2013Publié en français sous le titre Pris dans la nasse, Neuilly-sur-Seine, Éditions Michel Lafon, 2014  (ISBN 978-2-7499-2167-9)
- (en) Danger In The Dorm, 2013

### SérieAnn Rule's Crime Files
- (en) A Rose for Her Grave, 1993
- (en) You Belong to Me, 1994
- (en) A Fever in the Heart, 1996
- (en) In the Name of Love, 1998Publié en français sous le titre Sans nouvelles de toi, Neuilly-sur-Seine, Éditions Michel Lafon, coll. « Thriller », 2001  (ISBN 978-2-8409-8734-5) ; réédition, Paris, LGF, coll. « Le Livre de poche » no 17246, 2002  (ISBN 2-253-17246-4)
- (en) The End of the Dream, 1998
- (en) A Rage to Kill, 1999
- (en) Empty Promises, 1999
- (en) Last Dance, Last Chance, 2002
- (en) Kiss Me, Kill Me, 2004
- (en) Worth More Dead, 2005
- (en) No Regrets, 2006
- (en) Smoke, Mirrors, and Murder, 2007
- (en) Mortal Danger, 2008
- (en) But I Trusted You, 2009
- (en) Don't Look Behind You, 2011
- (en) Fatal Friends, Deadly Neighbors, 2012
- (en) Lying in Wait, 2014

### Publications signées Andy Stack
- (en) Lust Killer, 1983
- (en) The Want-AD Killer, 1983
- (en) The I-5 Killer, 1984

## Adaptation
- Peggy Sue Thomas, la scandaleuse (Circle of Deception), téléfilm américain d'Ashley Williams (2021). Il s'agit de l'adaptation du livre Pris dans la nasse (Practice to Deceive, 2013).

## Sources
: document utilisé comme source pour la rédaction de cet article.
- Claude Mesplède (dir.), Dictionnaire des littératures policières, vol. 2 : J - Z, Nantes, Joseph K, coll. « Temps noir », 2007, 1086 p. (ISBN 978-2-910686-45-1, OCLC 315873361), p. 689-690.